# Xian de Leibo
Le xian de Leibo (雷波县 ; pinyin : Léibō Xiàn) est un district administratif de la province du Sichuan en Chine. Il est placé sous la juridiction de la préfecture autonome yi de Liangshan.

## Démographie
La population du district était de 223 062 habitants en 1999.